# 大藤町
大藤町（おおふじちょう）は、愛知県弥富市の地名。

## 地理
弥富市旧弥富町中央西端部に位置する。東は前ヶ須・中山・川原欠・森津・芝井・間崎、西は三重県木曽岬町、南は栄南町、北は小島新田に接する。

## 歴史

### 人口の変遷
国勢調査による人口および世帯数の推移。
| 1995年（平成7年）  | 1世帯 80人 |  |
| 2000年（平成12年） | 2世帯 79人 |  |
| 2005年（平成17年） | 2世帯 80人 |  |
| 2010年（平成22年） | 1世帯 79人 |  |
| 2015年（平成27年） | 1世帯 80人 |  |

### 沿革
- 1971年（昭和46年） - 弥富町大字中山および大字間崎の各一部に公有水面埋立地を加え、弥富町大字大藤が成立[2]。
- 2006年（平成18年）4月1日 -  弥富市大藤町となる[WEB 10]。

### WEB
1. ↑  “愛知県弥富市の町丁・字一覧”.   人口統計ラボ. 2022年12月12日閲覧。
2. ↑  総務省統計局 (2017年1月27日). “平成27年国勢調査の調査結果(e-Stat) - 男女別人口及び世帯数 －町丁・字等” (CSV). 2021年7月21日閲覧。
3. ↑  “愛知県弥富市の郵便番号一覧”.   日本郵便. 2022年12月12日閲覧。
4. ↑  “市外局番の一覧” (PDF).   総務省 (2022年3月1日). 2022年3月22日閲覧。
5. ↑  総務省統計局 (2014年3月28日). “平成7年国勢調査の調査結果(e-Stat) - 男女別人口及び世帯数 －町丁・字等” (CSV). 2021年7月20日閲覧。
6. ↑  総務省統計局 (2014年5月30日). “平成12年国勢調査の調査結果(e-Stat) - 男女別人口及び世帯数 －町丁・字等” (CSV). 2021年7月20日閲覧。
7. ↑  総務省統計局 (2014年6月27日). “平成17年国勢調査の調査結果(e-Stat) - 男女別人口及び世帯数 －町丁・字等” (CSV). 2021年7月21日閲覧。
8. ↑  総務省統計局 (2012年1月20日). “平成22年国勢調査の調査結果(e-Stat) - 男女別人口及び世帯数 －町丁・字等” (CSV). 2021年7月21日閲覧。
9. ↑  総務省統計局 (2017年1月27日). “平成27年国勢調査の調査結果(e-Stat) - 男女別人口及び世帯数 －町丁・字等” (CSV). 2021年7月21日閲覧。
10. ↑  弥富市役所 総務部 総務課 行政グループ (2015年2月19日). “弥富市住所一覧  旧弥富町” (pdf).   弥富市. 2023年4月5日閲覧。[リンク切れ]

### 書籍
1. 1 2  「角川日本地名大辞典」編纂委員会 1989, p. 1898.
2. ↑  「角川日本地名大辞典」編纂委員会 1989, p. 293.